# Greene (Maine)
Pour les articles homonymes, voir Greene.
La ville américaine de Greene est située dans le comté d'Androscoggin, dans l’État du Maine. Sa population s’élevait à 4 350 habitants lors du recensement de 2010, estimée à 4 353 habitants en 2012.